# Komisar Rex
Komisar Rex (izvirno nemško Kommissar Rex) je avstrijska televizijska nanizanka. 
Govori o psu, ki pomaga policiji, da ujamejo zločince. Njen režiser je Peter Hajek. Serijo so pričeli snemati leta 1994, končali pa leta 2004. Po štiriletnem premoru so leta 2008 ponovno začeli snemati serijo, v Italiji v Rimu. 
V 20 letih se je zamenjalo šest glavnih igralcev in pet psov. Skoraj vsako leto se nanizanka predvaja na Kanalu A, redno pa je na sporedu tudi na RTV Slovenija.